# Mythicomyia comparata
Mythicomyia comparata är en tvåvingeart som beskrevs av Axel Leonard Melander 1961. Mythicomyia comparata ingår i släktet Mythicomyia och familjen svävflugor. Inga underarter finns listade i Catalogue of Life.